# Дондуков-Корсаков, Михаил Александрович
Князь Михаил Александрович Дондуков-Корсаков (до 10 сентября 1820 года — Михаил Александрович Корсаков; 5 (16) сентября 1794 — 28 августа (9 сентября) 1869) — государственный и военный деятель Российской империи, цензор из рода Дондуковых, вице-президент Петербургской академии наук (в 1835–1852); в последнем качестве — доверенное лицо Сергея Уварова, объект известной пушкинской эпиграммы. Действительный тайный советник (1860).

## Происхождение
Родился 5 (16) сентября 1794 года. Его брат — Николай Александрович Корсаков, товарищ Пушкина по Царскосельскому лицею, рано умерший. Другой брат — П. А. Корсаков,  получил известность как переводчик с нидерландского языка, был цензором.

## Биография
По окончании курса во 2-м кадетском корпусе начал службу в лейб-гвардии Преображенском полку и участвовал в Отечественной войне 1812 г. и Заграничном походе 1813—1814 гг. В 1820 году он в чине полковника оставил военную службу и был пожалован в камергеры высочайшего двора. С 1826 года числился по Министерству внутренних дел и служил, по выборам, гдовским уездным предводителем дворянства и совестным судьёй.
Перейдя в ведомство министерства народного просвещения, в 1833 году князь Дондуков-Корсаков был назначен исправляющим должность попечителя Санкт-Петербургского учебного округа, а в следующем году утверждён в этой должности с производством в действительные статские советники. Деятельность Дондукова в должности попечителя, сухая и формальная, вызывала, однако, одобрение правительства, и в 1835 года он был назначен вторым вице-президентом Академии наук и председательствующим в комитете правления Академии. С 1838 года был присутствующим в Главном управлении цензуры, а в 1841 году — председателем комитета, учреждённого для нового устройства Академии наук; вслед за тем князь Дондуков произведён был в тайные советники. Новые обязанности Дондукова-Корсакова побудили его в 1842 году просить об увольнении от должности попечителя Петербургского учебного округа с оставлением в должности вице-президента Академии. Пост вице-президента он покинул в 1852 году. 
9 сентября 1860 года Дондуков-Корсаков, занимавший должность члена Главного правления училищ, был награждён чином действительного тайного советника «с увольнением его, согласно прошению, по расстроенному здоровью, от службы».
Умер 28 августа (9 сентября) 1869 года. Похоронен в родовой усадьбе Дондуковых-Корсаковых — селе Полоном Порховского уезда Псковской губернии.

## Семья
Жена (с 5 ноября 1819 года) — княжна Мария Никитична Дондукова-Корсакова (10.04.1803—1884), единственная дочь и наследница князя Никиты Ивановича Дондукова-Корсакова (1775—1857) и Веры Ионовны (1780—1833), урождённой княжны Дондуковой. Родилась в Петербурге, крещена 20 апреля 1803 года в церкви Вознесения при восприемстве бабушки княгини М. В. Дондуковой. Благодаря протекции высокопоставленных особ, император дозволил 26 июня 1829 года Михаилу Александровичу принять герб, титул и фамилию князей Дондуковых и именоваться впредь потомственно князем Дондуковым-Корсаковым. В этом браке родилось дети:
- Александр Михайлович (1820—1893) — генерал от кавалерии, генерал-адъютант, участник Крымской, Кавказской и Русско-турецкой войн, главнокомандующий оккупационных войск в Болгарии, его имя носит улица в Софии. Был женат на Надежде Андреевна Кологривовой (ум. в 1884 году), вдове графа Г. П. Коновницына.
- Николай Михайлович (1821—18.02.1856, г. Одесса)
- Алексей Михайлович (1822—1894) — действительный статский советник, в звании камергера, член смоленского окружного суда. Женат с 20 апреля 1851 года[4] на Ольге Алексеевне Пещуровой, дочери А. Н. Пещурова.
- Вера Михайловна (1824—1865) — замужем за Яковом Карловичем Сиверсом (1818—1882), сыном К. К. Сиверса.
- Никита Михайлович (1825—1869) — полковник, участник Венгерской кампании и Кавказской войны.
- Мария Михайловна (1827—1909) — общественная деятельница.
- Михаил Михайлович (22.04.1832—12.05.1833) — похоронен в родовой усыпальнице в селе Полоном Псковской губернии.
- Ольга Михайловна (20.05.1834—1869) — замужем за Николаем Густавовичем Регекампфом.
- Надежда Михайловна (1836—1900) — замужем за Илиодором Александровичем Яновичем.
- Владимир Михайлович (1840—1902) — действительный статский советник, в звании камергера, вице-директор Департамента общих дел Министерства путей сообщения.
- Софья Михайловна (1845—1909) — жена графа П. А. Гейдена, наследница собранной отцом картинной галереи, которая включала 130 живописных полотен, включая работы кисти Гвидо Рени, Рафаэля Менгса и Коро. После Октябрьской революции собрание было национализировано и пополнило фонды Государственного Эрмитажа.
- Екатерина Михайловна

- Дети
- Николай
 Михайлович
- Александр, Алексей и Софья
- Вера Михайловна 
с мужем
- Ольга, Надежда и Владимир

## Дондуков-Корсаков и Пушкин
Злые языки связывали неожиданную карьеру военного, а затем провинциального чиновника Дондукова в Министерстве народного просвещения с тем, что тот в молодости находился в гомосексуальной связи с влиятельным при Николае I министром народного просвещения и президентом АН С. С. Уваровым. Этому сюжету посвящена эпиграмма Пушкина (1835):

В Академии наук

Заседает князь Дундук.

Говорят, не подобает

Дундуку такая честь;

Почему ж он заседает?

Потому что <жопа> есть.

Цитируя эпиграмму в своей тетради анекдотов, Н. В. Кукольник комментировал: «Уваров в молодости состоял в любовной связи с Корсаковым, впоследствии князем Дондуковым-Корсаковым <…>. On revient toujours à ses premiers amours, и к. Д.-К. не только без всякого основания и прав попал в попечители С.-Петербургского университета, но и в вице-президенты Академии наук, что ему и вовсе было не к лицу». Эпиграмма Пушкина содержит также обыгрывание фамилии — «дундук» означает дурака (впрочем, Пушкин всегда, даже в официальных письмах, писал фамилию князя через два «у»).
Знакомство Пушкина с Михаилом Корсаковым, братом его школьного товарища, возможно, началось ещё в Лицее или первые послелицейские годы. Изображение профиля князя Дондукова-Корсакова имеется в бумагах Пушкина, относящихся к январю-февралю 1830 года, задолго до конфликта (определение Т. Г. Цявловской); причины появления рисунка неизвестны, но по-видимому, ему предшествовало не воспоминание, а встреча (князь изображён с двойным подбородком, уже немолодым). В октябре 1831 года Пушкин писал Уварову, что «князь Дундуков доставил» ему уваровский вольный перевод стихотворения «Клеветникам России». Конфликт Дондукова с Пушкиным в 1835 году, приведший к эпиграмме, был вызван цензурными придирками к «Сказке о золотом петушке» и отзывами Уварова об «Истории Пугачёва»; позже он обострился после сатиры Пушкина «На выздоровление Лукулла», прямо направленной в Уварова. В феврале 1835 года Пушкин записал в дневнике:

В публике очень бранят моего Пугачёва, а что хуже — не покупают. Уваров большой подлец. Он кричит о моей книге как о возмутительном сочинении. Его клеврет Дундуков (дурак и бардаш) преследует меня своим ценсурным комитетом. Он не соглашается, чтоб я печатал свои сочинения с одного согласия государя. Царь любит, да псарь не любит.

В апреле 1835 года Пушкин писал А. Х. Бенкендорфу: «Я имел несчастие навлечь на себя неприязнь г. министра народного просвещения, так же как князя Дундукова, урождённого Корсакова. Оба уже дали мне её почувствовать довольно неприятным образом…» Характерно в этом письме ироническое использование формулы «урождённый», принятой для женщин.
По словам С. А. Соболевского (уехавшего за границу в августе 1836 года и вернувшегося уже после смерти Пушкина): «Пушкин жалел об эпиграмме „В Академии наук“, когда лично узнал Дундука». Действительно, после конфликта, в январе-апреле 1836 года, между Пушкиным и Дондуковым состоялся обмен письмами по поводу цензурирования журнала «Современник», производящий вполне благожелательно-корректное впечатление. Более того, князь уже не «преследовал» поэта «своим ценсурным комитетом», а наоборот, принимал апелляции на решения приставленного к журналу цензора:

… Я не могу скрыть моего сожаления о неудовольствиях, причиненных Вам Санктпетербургским Цензурным Комитетом… покорнейше прошу Вас, милостивый государь, со всеми требованиями Вашими относительно Цензурного Комитета обращаться прямо ко мне; уверяю при том Вас, что я за особенное удовольствие почту отклонить все препятствия к исполнению таковых требований, если они будут сообразны с правилами, для Цензурных Комитетов изданными.

На обороте одного из таких писем в марте 1836 года Пушкин иронически написал: «С Цензурой спорить-де можно, а с Вашей Милостью нет…» В апреле Пушкин благодарил князя: «все статьи, поступившие в мой журнал, были пропущены. Но разрешением оных обязан я единственно благосклонному снисхождению Вашего сиятельства…» и просил о назначении второго цензора в свой журнал для ускорения процесса. С другой стороны, известно, что в декабре 1836 года Пушкин, посещавший публичное заседание АН, говорил А. А. Краевскому о Корсакове: «ведь сидит довольный и весёлый, а ведь сидит-то на моей эпиграмме! ничего, не больно, не вертится!», а также цитировал эпиграмму около 29 декабря 1836 года в письме к В. Ф. Одоевскому перед другим заседанием АН («Не увидимся ли в Академии Наук, где заседает кн. Д—?»).
Пушкинское выражение применяет к Дондукову-Корсакову («князь Дундук устарел, зарос грибами») В. Г. Белинский в 1841 году.